# Palmiskenea aquilonia
Palmiskenea aquilonia är en mossdjursart som beskrevs av Hayward 1994. Palmiskenea aquilonia ingår i släktet Palmiskenea och familjen Bryocryptellidae. Inga underarter finns listade i Catalogue of Life.